# 奇談シリーズ
『奇談シリーズ』（きだんシリーズ）は、椹野道流による日本のライトノベルシリーズ。イラストはあかま日砂紀。

## 概要
1997年、「ホワイトハート大賞エンターテインメント部門」佳作入選作品として、第1作『人買奇談（ひとかいきだん）』（講談社X文庫ホワイトハート）が刊行され、2011年現在、29冊の文庫本と3冊のCDブックが刊行されている。
また、2006年1月に朗読劇イベント「オルゴール・レクイエム」が、ヤクルトホールで昼夜2回に分けて行われ、その模様を収めたDVDも発売されている。DVDには購入者特典として、講談社の携帯サイトで期間限定配信される、今作の後日談となる短編を読むためのシリアルナンバーを記した紙が封入されていた。
雨の夜に住宅街をふらついていた1人の少年が疲れ果てて座り込んだ場所は、人気作家が住む家の「鬼門封じ」だった……。次第に惹かれあっていく、追儺師兼小説家の青年と半精霊の少年が織り成す、オカルト風味の恋愛小説。

## あらすじ
冷たい雨が降る1月の夜、住宅街を歩いていた半精霊の少年琴平敏生は、一軒の家の外壁に見つけた四角く切られたスペースに座り込んだ。彼は数日何も食べておらず、疲れ果てていたのだ。
翌々日、耳元で騒ぐ奇妙な声たちのせいで目覚めると、敏生は見知らぬ部屋の暖かな布団の中におり、その枕元には美貌の青年作家天本森がいた。
彼は、敏生の体調が回復するのを待ち、事情と素性を聞いたうえで「行くところがない」と言う敏生に、「部屋は余っているから」と自分の家に住むよう勧め、数週間彼の動向を見守る。そして裏の仕事を依頼するためにやって来た、自らが所属する霊障を扱う「組織」のエージェント早川知足にも引き合わせて、敏生を自分の助手とすることを決めたのだった……。（以上第1巻冒頭）

## 主な登場人物
声優名があるものは、特に注釈がなければCDブックのレギュラーキャスト。

### 主要人物
天本森（あまもと しん）
声：郷田ほづみ
主人公。身長180センチ、体重69キロ、血液型はA型で、12月28日生まれのやぎ座（第1作で26歳）。東京生まれで、高校を卒業する頃に母が亡くなるまでは神戸で育った。左利き。挨拶の際など、右眉だけを上げる癖がある。
追儺師としてとある組織に所属する傍ら、デビュー作を30万部売ったミステリー作家として活躍する青年。著者近影は公開していないため「謎の作家」としても人気。甘いものが好物で、父の教えもありチョコレートバーは常に携帯している。アイスクリームもチョコレート味が好き。また、あまり飲むことはないが、酒はベイリーズをミルクで割ったものを好む。
イギリス人の父と日本人の母の間に生まれたハーフで、父譲りの彫りの深い顔立ちに、母譲りの黒髪と切れ長の黒い双眸を持つ。また、母から一種の霊能力を引き継いでおり、その力を、幼少時は父の英才教育で、高校時代に早川と出会ってからは河合を師匠として磨いてきた。「表」の術者を5年務めた後「裏」に転向し、第1作では「裏」になって3年目。
術者としてひとり立ちしてすぐ（大学生）の頃に大学図書館で知り合い恋人となった女性を、術者としてのミスが原因となった交通事故で失っている。そのショックと「事故を自分が招いてしまった」という自責の念から一時廃人状態になり、現実に引き戻された後の数年間をほとんど心を閉ざした状態で暮らしていた過去を持ち、その女性に贈り、彼女の形見となったホワイトトパーズの指輪を右手中指にはめていることがある（サイズの問題で指の中ほどにはまっている）。それは「自分は人を愛する資格を持たない」という彼の強い思い故でもあった。また、後述する龍村とは高校時代の同級生で、とある事件以来の付き合いだが、彼相手に限らず、他人に借りを作ることを嫌う。
ミステリー作家でありながら時として語彙に乏しくなり、調査に必要だと思われる物語を敏生などに語る際は、あまりにも淡々と骨子だけを話すため怪談ですら怖くなくなる。
庭の西洋柳の木霊に呼ばれて敏生を拾い、彼の大家となって様子を見ていたが、宅配便のアルバイトがきつそうなのを見て、自分の裏家業を手伝ってみるか、と誘った。最初の事件の際、衝動に負けて敏生にキスしそうになり、以来彼の何気ない仕草に動揺させられてきたが、次第に彼を大切に思うようになる。そして『龍泉奇談』において、龍神から「半精霊である敏生はヒトの速度では老いない」と告げられた際、「自分の死後に一人で悲しませるくらいなら、一緒に連れて行く」と覚悟を決めた。敏生を心から愛しているが、『雨衣奇談』で10年以上会っていない父・トマスと再会し、以降彼の謀略にさらされて、父が未だに自分を呪縛していることを悟り、父を乗り越えるまでは彼を抱かないと決意している。
2歳上の姉がいるが、彼が2歳の時に死亡しており、戸籍謄本を取り寄せるまでその存在を知らなかった。『尋牛奇談』で、母方の伯父と再会し、それまで知らされてこなかった、家族にまつわる真実を聞かされたが、伯父は合流したトマスに操られ、自殺にしか見えない方法で口を塞がれてしまう。
夏の気候に極端に弱く、夏場はどの仕事も開店休業状態。また、寝起きは悪く、朝はまず泥のような濃さのコーヒーに砂糖を入れて飲む。
料理は得意だが、味見をしているうちに満腹になってしまい、ご飯時はお愛想程度にしか食べられない。また、洗濯機はこまめに回し、乾いた洗濯物はきっちり畳まないと気がすまない、几帳面かつ神経質な性格。人見知りのきらいがあり、ポーカーフェイスを崩さない彫像のような美貌と相まって、依頼人を萎縮させることも多いが、感情をあまり表に出さないだけで、孤独な生い立ちから本質は寂しがりで照れ屋であり、龍村の名前を呼ぶ時は常に「龍村さん」と呼ぶ律儀なところ（龍村の方が1つ年長なため）や、大切に思う人間をどこまでも守ろうとする過保護な面も持つ。自動車免許は持っていて、取材旅行などの時にはハンドルを握ることもあるが、自宅に車を置いていない。
自宅の庭にあるクスノキに注連縄を張り、式神たちをそこに集めている。また、この自宅はイギリス人の銀行家が戦前に建てた洋館で、その幽霊が出るため15年買い手がつかなかったのだが、天本が彼に認められたことで手に入れたといういきさつがあり、古い家だけに隙間風が入り込んだりもする。
琴平敏生（ことひら としき）
声：石田彰
身長163センチ、体重50キロ、血液型はO型で、3月11日生まれのうお座（第1作で17歳）。兵庫生まれだが、幼い頃に東京に引っ越したため、やや関西よりのイントネーションの標準語で話す。
蔦の精霊である母と人間の父との間に生まれた、半精霊と呼ばれる存在の少年。自然の精霊を見、彼らと話をすることが出来る。好物は天本の作るご飯（とジャンクフード）。
栗色の髪に鳶色の大きな瞳を持つ。同じ年頃の少年と比べると線が細く華奢な体つき。たとえ妖しが相手でもその心情を思いやることが出来るほど優しい性格。ただし、こうと決めたら一歩も引かない頑固かつ一途な一面も持つ。その性質から、天本の助手として霊の依り代となることも多く、相手を思いやったがゆえに、天本を制止して一見無茶な行動も度々起こす（『倫敦奇談』、『景清奇談』など）が、それが結果的に天本の救いになることも。
潜在的な霊力は人並み以上にあるためか雑霊に憑かれやすく、初期の頃はよく天本に祓ってもらっていた。
彼が8歳の頃、正体を見てしまったことで和歌の書き付け一つを残して母が精霊の世界に還ってしまった。高校卒業前にその母に会いに行った際に形見として受け取った、手のひらにすっぽり収まる大きさの水晶珠に封じられている古の精霊使いたちの魂に導かれる形で召喚術を使い、龍神や草木を中心とした自然の精霊の助力を得ることが出来る。この際、精霊としての面が強く出るため、瞳が菫色の微光を放つ。敏生はこれを小さな革袋に収め、首から提げて持ち歩く。また、トマスは「普段はこれが精霊の血の発現を抑えている」と推測している。
敏生は「水晶珠の力を借りられるのは、そこに宿る龍や古の精霊使いの魂に認められたためだ」と思っており、誰かを想う「優しさ」を失えばその加護を失うと感じている。そのため、トマスに「精霊としての力を強化したければ自分の教えを受けろ」と告げられた際に、力を使う際の方向性が違うことを感じて拒絶し、天本と共に戦うことを選んだ。優しく友好的な性質の草木や風の精霊からは「蔦の童」と呼ばれ、彼らとよく交流しており、警告を受けたり情報を得ることもある。
母を失ってからは精霊達と日常的に交流するため、普通の人間に気味悪がられることが多く、母の面影が濃いこともあり、父親に小学校から高校まである全寮制の学校へ送られた挙句、「美大を目指している」と告白した際、勘当を言い渡されている（『蔦蔓奇談』で和解）。なお、父は父なりに息子を案じており、経営していた会社やその他の財産を彼に残すという遺言を書いていたが、『蔦蔓奇談』において、敏生は自分の判断で相続権を放棄し、実家との関係を切った。現在は家主である天本と小一郎を本当の家族のように大切に思っている。また、同居開始から1年近く経った『幻月奇談』以降、天本が自身の過去を話してくれないことに不安を抱き、龍村からは「天本に恋をしている」と指摘される。
受験に備え、高校卒業が決まってすぐに先輩を頼って大阪へ引っ越し、アルバイトで収入を得ながら入試用の作品を描いていたが、住んでいた古いアパートが火事になり、焼け出されてしまう。その後、着の身着のままでポケットに入れてあった回数券でバスに乗り、東京まで出てきて住宅街を彷徨っていた。天本に拾われた後に美術学校へ通い始めたが、ある時「今は自分の中にいろいろ吸収する時だ」と判断し、美大受験を先送りにして術者の仕事に重きを置く。その後、絵に対する自分の意識と他の学生の意識の違いから進路指導の教師に相談し、学校を辞め、その教師の紹介で近くに住む画家の下へ通うようになった。高齢だったその師匠の死後は、形見としてデッサン帳を受け取り、高弟らが引き継いだ絵画教室の補佐をする。
『忘恋奇談』の際、巨大なトウビョウに巻きつかれた天本が瀕死の重傷を負ったショックでヒーリング能力に目覚め、死に掛けた天本を全力で呼び戻した。それ以降『幻月奇談』で重傷を負い、術痕が派手に残っている天本の左肩や退院後も全身に残る傷に力を使っては叱られている。そのため、天本が寝入っている隙に癒すようになった。また、『琴歌奇談』において、妖魔の術者・辰巳司野に師事し、物品から過去を読み取る「リーディング」を学ぶ。
『海月奇談』において、操られた河合にモルヒネを断続的に打たれ続けたため、回復するまで離脱症状に苦しむ。回復後もブランデーケーキのアルコールでフラッシュバックを起こしたため、もともとあまり強くないが飲酒を禁じられた。
小一郎（こいちろう）
声：矢尾一樹
天本が使役する式神たちを束ねる役目を負う式神。高校生だった天本に捕らえられた時は、緑色をしたスライム状の妖魔だったが、現在は主の姿に似た長身の青年の姿で顕現する。普段はタオル地の小さな羊人形を主な居場所とする。式神となってすぐの頃に、天本と行動することが増えた龍村に懐いたのか人形の手足を動かして芸を披露したりしていたらしく、龍村をやや苦手としている。敏生にとってはもう1人の家族のような存在である。
名前の由来は「小さくて、一番初めに捕まえた妖魔」であること。敏生にはよく「こいちろ」と呼ばれる。言葉はテレビの時代劇と、主である天本の言葉遣いから学んだため、天本を「主殿」と呼ぶなど、少々言葉遣いが古風であるが、妖魔としてはまだ若い。
天本が大切にしていた女性を喪った事故の原因に、追儺師としての仕事で犯したミスがあったことで、最悪の場合組織から消される可能性もあったため、一度は式としての呪縛を解かれるが、自分から天本の傍に戻ったため、自身を「出戻り」と自嘲したこともある。
妖魔であるが故、人間の感情の変化や複雑さはあまり理解できないが、主である天本の命には忠実に従う。敏生が同居を始めた当初、彼への嫉妬心もあってか「うつけ」呼ばわりして一方的に嫌っていたが、「敏生を守り、助けとなること」が主を助けることになると天本に諭され、敏生と行動を共にすることが増えた。『土蜘蛛奇談』以降、「うつけ」呼ばわりは相変わらずだが、敏生のことは本人曰く「嫌いではなくなったが、好きでもない」が「心配で目が離せない」存在となっており、『忘恋奇談』で敏生が家を出た際に、「主殿の心を慰めて守れるのはお前だけ」「お前がいなくなれば主殿が悲しむ」と独断で連れ戻しに来たり、『琴歌奇談』で病み上がりの身体で異界に飛ばされ、やや弱気な発言をした天本に対し、「主殿に何かあればうつけが泣きまする」とつぶやいたりもしている。
また、巻が進むうちに敏生に感化され、買い食いなどの寄り道に付き合う、服を買ってもらう、平仮名・カタカナ・漢字・数字の読み方や書き方、人間の心のことや今更聞けない人間世界の常識を敏生に聞くなど、傍からは凸凹コンビ（あるいは兄弟）にしか見えないほどに賑やかな関係を築き、だんだん人間くさい言動を見せるようになった。なにか聞きたいことがある時は、納得できるまで質問攻めにし、人間ならニュアンスでなんとなく理解できるような複雑な理屈が理解できないためにただひたすら正論をぶつけ、敏生を閉口させる事も多い。
『海月奇談』にて、闇の妖しに乗っ取られた河合に妖力を奪われ、後一歩で消えるところだったが、時間をかけて復活した。以降、前にもまして敏生を守ることを自分の使命としている。

### 「組織」の関係者
早川知足（はやかわ ちたる）
声：大林隆介
初老の男性で、表向きは有名な外国車を販売するディーラーの販売課長。だが、裏向きの顔は、天本が所属する「組織」のエージェントであり、若い頃は術者として表舞台で追儺の仕事をしていた。その頃は「組織」の監視用式神（通称「眼」）の裏をかいて行方をくらますのも得意だったという。高校時代の天本を「組織」に勧誘したのも彼である。また、「組織」創立メンバーの1人であるらしい。妻子もちで、娘が生まれたのを機に第一線を退き、エージェントとなった。
天本が術者として致命的なミスを犯し、さらに「生きた屍」のような状態に陥った際、エージェントとして、師匠である河合の管理不行き届きはあえて庇わず、未熟な天本を手元において監視する選択をした。
「組織」の仕事で天本家を訪れる際、必ず何かしらの手土産を携える。職業柄かやや慇懃無礼な喋り方をする。また、泣き落としのような話術も得意とし、敏生はそれにはめられたことがある。
表の仕事の合間であっても如才ない仕事ぶりで天本をサポートする。トマスに重傷を負わされてからは、その借りを返すべく、積極的にトマスの行動を探るなど、かつての辣腕術者ぶりを髣髴とさせる行動も見せるようになった。
河合純也（かわい すみや）
声：樫井笙人
身長174センチ、体重はその時世話になっているお姉ちゃんの待遇で変動、血液型はO型で11月24日生まれのいて座。関西弁で話す。
初登場は『土蜘蛛奇談』。早川が抱える表の術者の一人で、天本の術者としての師匠であり、彼を「テンちゃん」と呼ぶ男。その仕事の仕方から通称は「添い寝屋」。たいていコットンシャツに洗いざらしのジーンズ、擦り切れたバスケットシューズというだらけた学生のような服装をしている。見かけは25歳くらいの青年だが、実年齢はもっと上。それゆえに龍村からは「ご老体」と呼ばれることもしばしば。
特徴はぱさぱさした茶色い髪と丸眼鏡。ただしその奥の目は常に閉じられており、幼い頃の病気が原因で盲目である（ただし、霊的なものならばぼんやりと見えるらしい）。とはいえ、病気になるまでは普通に見えていたので、「紅葉が赤くてきれい」などと景色を告げられれば、どんな風景であるかはイメージできるとのこと。また、その容貌はそれなりに整っており、笑顔は「セサミストリート」に出てくるカーミット・ザ・フロッグに例えられたことがある。手で触って人間の顔かたちを覚えるが、その時の手触りによって精神状態なども見抜いてしまう。また、食器の手触りと位置を覚えてしまえば盲目とは思えないほどスムーズに食事をし、旅館などの館内でも一度通った道は覚えているという。
体内で、天本に「たつろう」と名づけられた獏のような姿の妖魔と共存しており、その妖魔の力で人の夢の中に入り込み、妖魔に夢魔を食わせることで祓う。夢の中では目が見え、その双眸は水色である。「たつろう」の由来は、獏の眠そうな眼から天本が山下達郎を連想したため。現実世界でも「たつろう」を出す事は出来るが、体に負担がかかる。
「世界中に四畳半を持つ」と豪語しており、世話になる「お姉ちゃん」は多い。表向きは各地を放浪しながら鍼とマッサージで生計を立てているらしい。猫のような気紛れな人で、気配を消すのもうまく、「組織」の「眼」ですら彼を追うことができないため、早川は仕事の別れ際に彼の式神の一つを借り受け、次回の仕事の時にそれを飛ばして連絡を取っている。
天本が大切にしていて事故で失った女性・杉本霞波（すぎもと かなみ）は、その存在さえ知らなかった彼の異父妹であることが中盤で判明する。また、彼女を探すため組織に所属する道を選んだらしく、エージェントの早川も、兄妹であることを知っていた。
『海月奇談』において、トマスが放った妖魔にとり憑かれて正気を失い、敏生を連れ去り監禁するも、なんとか脱出してきた敏生の機転と追い出されていた「たつろう」の協力で、天本により妖魔を祓われ、元に戻る。自身もモルヒネの離脱症状に苦しむが、行方不明になった「たつろう」を追って放浪し、『尋牛奇談』にて青森県から口述筆記による手紙を、『傀儡奇談』にて北海道からハスカップのジャムに添えてMDのボイスレターを天本らに寄越す。
『宵霞奇談』では、『鳴釜奇談』でたつろうが取り込んだトマスの虚像がもつイメージを追って単身渡英し、面識のある天本の元同居人・松山美代子を頼る。

### その他の人物
龍村泰彦（たつむら やすひこ）
声：森川智之
天本の高校2年時の同級生。だが、1年間留学していたため、年齢は1つ年上である。4月5日生まれのおひつじ座。
独特の派手な服装センスを持つ巨漢であり、よく響くバリトンでしゃべるうえ、身振り手振りも大げさなため、良くも悪くもかなり目立つ。愛車はBMW。
留学から帰国後に編入したクラスにいた天本と、「石の蛤」事件がきっかけで親しくなり、以来、度々校内外で起きた幽霊事件に携わる。同じ頃に天本に「中途半端な『陽』の気を放っているせいで、妖しに憑かれやすい」と評され、対処法として、演劇などを通して「完全な『陽』の人間を演じる」ことを勧められた。また、最初の事件がきっかけで、文系志望だったのをいきなり理系志望に変え、法医学の道に進んだ。東京へ行った修学旅行のホテルでは天本と同室で、旅行先のひとつであるテーマパークが仕事先だった天本が、深夜にホテルから抜け出し夜明け頃に戻ってきたことに気づき、心配になって次の夜に後を追っていったことで、早川や河合と知り合う。また、その時の幽霊騒ぎを解決するのに一役買った。
しかし、そういったものはほとんどの場合見えないので「拝み屋は胡散臭い」と言い放つが、「天本がいると言った場合のみ、妖しや幽霊の存在を信じる」と公言し、彼らが絡む事件については幽霊などの存在を認めている。
現在、兵庫県監察医務室の常勤監察医と母校であるK大学医学部法医学教室の非常勤講師を兼業している。第1作の事件に監察医として関わったことがきっかけで数年ぶりに天本と再会し、親交が復活する。以来、敏生を弟分として可愛がっている。
天本のよき理解者の1人であり、自らの過去について沈黙を守り続ける天本の代わりに、話せる範囲で敏生にそれを教えた人物でもある。天本が河合の妹を失って、人間であることを放棄した際、彼を何とか現実世界に引き戻したが、その後、途中で投げ出すような形で手を引かざるを得なくなり、有馬で再会するまで顔をあわせることはなかったらしい。『景清奇談』での河合との再会時は、上述の一件が原因で、最初こそ感情的な態度を取っていたが、天本の執り成しと唯一事情を知らない敏生の存在もあり、それ以降は天本の友人としての態度を貫く。
また、再会以来天本や敏生の主治医を自任しており、彼らが負傷した際に対応できるよう臨床の勉強も始め、『幻月奇談』で天本の肩の外科手術をやってのける、『海月奇談』でモルヒネの禁断症状を起こした敏生が回復するまでつきっきりでサポートするなど、活躍する。こうした天本らの危機に首を突っ込む度、同僚に監察医当番の交代などを頼み込んでいる模様。
神戸で1人暮らしを満喫しているが、本人曰く「実家よりも近い」天本家に事あるごとにやってくる。また、大学時代にバーテンダーのアルバイトをしていたため、カクテルを作るのがうまいが、料理は基本的にしない。自宅の冷蔵庫にあるのは酒やつまみが中心で、キッチンの調理器具もろくに揃えておらず、CDブック『生誕祭奇談』では天本を閉口させた。
兄が1人おり、小学生の姪がいる（姪はCDブック『幽幻少女奇談』に登場）。母方の従兄は熊野の老舗旅館「はせ屋」の主人である。また、『鬼籍通覧』シリーズの伏野ミチルとは学会の同期である。
トマス・アマモト
天本の実父で、イギリス人。「天本」という姓は帰化した時に自らつけた。来日時のパスポートの名前は「トマス・グッドマン」だが、パスポートそのものが偽造品だったらしい。トマスという名も偽名であり、本来の名はアリステア・メルドラム。イギリス・ソールズベリー近郊の名士・メルドラム家の最後の家長の甥であり、ある事情で両親を失った後に引き取られてきたが、数年後、伯父の意向で死んだことにされ、図書室の小部屋に閉じ込められて育てられた過去を持つ。メルドラム家はもともと、お家断絶の危機にあったが、その後使用人も含めて全員が殺害され、絶えてしまった。猟奇殺人として迷宮入りとなったこの事件の犯人でもある。
霊能力と呼べる力に固執しているようで、専門分野である民俗学以外に神秘学などの書籍を収集し、独自に研究していた。天本が幼かった頃は彼に霊能力関係の課題を与え、「フィールドワーク」と称して外出したきり、なかなか帰ってこなかったという。また、帰って来た際に天本がその課題をこなせていなかった時は乗馬用の鞭で手を打つという仕置きを加えていた。また、フィールドワーク中に崖から落ちたことがきっかけで出会った小夜子を、「強い霊能力を持った子供を産む女」としか見ていなかったらしい。
天本が幼い頃は、何の特殊能力も持たない普通の人間だったが、現在は、千年を生きている妖魔である司野ですら「邪悪」「禍々しい」と評する気を放つ。それは本人曰く「妖魔と融和した」ためであり、どうやら彼の策略には妖魔がかなり関わっているらしい。
どういう手段でか天本を長年監視しており、大学時代の天本の恋人・霞波が何の特殊能力も持たない「普通の人間」であったことをよく思わず、自身で手を下さずに策をめぐらせて、事故死に見せかけて排除したらしい。天本と敏生に対し、長年の計画に基づいて十牛図を道標に用いた大掛かりな何かを仕掛けているが、その全貌はまだ不明である。
自身を神になぞらえ、教え導く対象として、幼い頃から天本を「ルシファー」と呼び、敏生を「精霊君」と呼ぶ。また、天本の相手が半精霊という稀有な存在の敏生であることを喜んでおり、敏生の「精霊としての力」に執着している節がある。
天本小夜子（あまもと さよこ）
天本の母。旧姓：和田。平家の落人が作ったという山村出身で、一種の予知能力と遠隔透視能力があり、幼い頃から災害などの予告をしていた。幼い頃に父を山の事故で失っている。また、十代の頃に遠隔透視の力でトマスが崖から落ちて足を怪我していることを察知し、兄に頼んで村で治療した。
その後、トマスと駆け落ち同然に結婚し、しばらくは幸せに暮らしていた。長女・従子（よりこ）出産から2年後に長男・森を出産する。2歳の天本がトマスの英才教育的な指導で特殊能力を発揮し始めた頃、その才を持たなかった長女が、目の前で階段から突き落とされて死亡する。その少し前から精神的におかしくなっており、長女の死をきっかけに心だけ彼岸に去ってしまった。そのため、長男を自分の子供として認識することはほとんどなかったが、風邪を引いて寝込んでいた幼い天本を見て、バニラアイスに缶詰の白桃を載せ、そのシロップをかけたものを作り、食べさせたことがある。最期は、高校まで天本が生まれ育った洋館の自室で首吊り自殺したため、シリーズ開始時点で既に故人。死亡する少し前に錯乱した際、姉のことをはじめとする記憶を接触テレパシーの要領で天本に伝えていたらしい。一弦琴が得意で、天本が幼い頃は時々弾いていた。
尾上八穂（おのえ やほ）
声：小野涼子（朗読イベントにて）
初登場は『泣赤子奇談』。天本が国語教師として潜入した先の女子高で、一時的に副担任になった2年D組の生徒。ショートカットと日に焼けたスレンダーな体型で、見た者に少年のような印象を持たせる。ソフトボール部所属。母親は冒険家で、世界中を回っているため、母と同じ冒険家になるのが夢という好奇心旺盛で活発な少女で、弟妹がいるため子供の扱いには慣れている。
実は霊的な存在を見ることができる「見鬼」の持ち主で、夜に高校へ忍び込むため歩いていた天本と敏生をコンビニ内から見かけて追跡、クラスメイトの霊を敏生に降ろしたところを目撃してしまった。そこで、2人が高校にやってきた目的を聞き出し、「クラスメイトが自殺する前に自分も何かできたのでは」という悔恨もあって、協力を申し出た。
『忘恋奇談』では天本の事情を知る唯一の人間として、クラスで行われたこっくりさんの情報を天本に流す。しかし、村八分状態だった桐枝と関わり続けたことで図らずも「蛇」のターゲットになってしまう。また、高校卒業後の『傀儡奇談』ではフリークライミングのインストラクター見習いとして働いており、高3の時に同級生だった桐枝ともども遊びに来たUSJにて、正路や小一郎と一緒にいた敏生と再会。そこから天本に、桐枝が預かったマリオネットに関する相談を持ち込む。さらには、朗読イベント『オルゴール・レクイエム』に、依頼者として登場。
松山美代子（まつやま みよこ）
初登場は『倫敦奇談』。天本の元同居人で、4つほど年下。天本がまだ神戸にいた頃、家出した挙句、彼の自宅の勝手口に行き倒れていたところを天本と龍村に見つかって拾われたらしい（そのため敏生は「彼に拾われた2人目の行き倒れ」と評されることも）。すらりとした長身やアーモンド形の瞳が大型ネコ科動物の様な印象を与える女性で、母の死を機に天本が神戸を出た際もついていき、天本が現在暮らしている洋館を見つけ、買い取った後はともに補修した。自分を中心にした一定の範囲内にいる「人間にとってよくないモノ」だけを無意識に祓ってしまう「祓い魔」。
天本と同居していた頃に早川や龍村、河合と面識があり、彼が精神的に壊れてしまった際の唯一の支えでもあった。数年同居するうちに彼に淡い恋心を抱くが、玉砕している。向上心・自立心が強く、誰かに守られることを苦手とし、「カメラマンになる」という目標を持っていた。天本の回復後にカメラマンのアシスタントとして修行し、無事に夢をかなえる。よくペアを組む、ライターの尾沢とは現在恋人関係だが、彼女のほうが年下であるにもかかわらず、引っ張りまわす。
尾沢欣也（おざわ きんや）
『倫敦奇談』時で32歳。女性向け雑誌のライター。ここ2年ほどの間、よく美代子とペアを組んで記事を書いている。強面の三白眼に散切り頭、がっしりとした体型で、女性向けの文章を書く記者とは思えない容姿。また朴訥としたしゃべり方をする。英語はイギリスの下町英語（コックニー）を話すが、これは下町のパブに出入りして覚えたため。
実は幽霊などが苦手。にもかかわらず、『倫敦奇談』では美代子が原因で幽霊に遭遇し、再登場した『獏夢奇談』では、偶然手に入れた箱枕に憑いていた妖しと関わりを持ってしまう。
中原元佑（なかはらのもとすけ）
平安京の検非違使で、『土蜘蛛奇談』、『童子切奇談』に登場。容姿も性格も龍村に非常に似ているが、彼より若干年長。そのため『童子切奇談』で龍村と知り合った際、彼から「兄上」と呼ばれることに。
『土蜘蛛奇談』では「安倍晴明の蘇り」とされる男の正体の調査や一条戻り橋付近に現れる土蜘蛛を何とかするという極秘任務を受けていた。平安時代に飛ばされ、瓜売りに身をやつしていた敏生と偶然出会い、瓜を買うが結果的に代金を踏み倒してしまい、その晩瓜売りたちからのリンチと土蜘蛛の襲撃が原因で負傷した彼を翌朝に発見して連れ帰る。その後は屋敷に居候させ、従者として連れまわし、敏生が京の土地勘を得て天本や河合を探す助けとなる。『童子切奇談』では彼が現代に飛ばされてしまい、清水寺付近で起きた騒ぎが全国ニュースになったことで敏生らと再会、現代に渡ってきた鬼を倒すために協力を乞う。
当時の人間としては大柄だが職業上相手を尾行することもあるため、足音を消して歩く術を身につけている。また、瓜売りや町人から情報をもらうこともあり、敏生を助けた縁で知り合った瓜売りの孤児・源太を土蜘蛛事件の解決後に使用人として引き取っている。恋愛方面は奥手だったが、後に生まれた1人息子に、敏生から一文字もらって「敏志」とつけた。
辰巳司野の主である陰陽師・辰冬は年の離れた友人で、竜笛の師匠でもあり、酒の席でよく未来に渡った話をしていたらしい。
水田桐枝（みずた きりえ）
初登場は『忘恋奇談』。『泣赤子奇談』から約半年後、八穂のクラスに編入してきた生徒。杉本霞波に生き写しの外見と雰囲気を持つ、控えめな性格の少女。両親は海外で仕事をしているため、島根にいる母方の祖母に育てられたが、その祖母が亡くなったため、父方の叔母に引き取られたらしい。母方の血筋が代々「トウビョウ持ち」という憑きもの筋で、母がそれを知る前に家を出たため、祖母から彼女に伝えられた。
クラスで3人が財布を盗られるという被害に遭った際、こっくりさんをやった被害者が彼女を「犯人」だとしたことがきっかけで校内でこっくりさんが流行し、さらにクラスで「見えない蛇」にまつわる怪死が連続して発生したことで、天本が再度呼ばれることになった。頭がよく、休日も予備校に通っている。
その後、『傀儡奇談』で再登場した際は蛇の呪いが解けた後であるためか性格がやや明るくなっており、大学に通いながら、曲に乗せて詩を語るという形態の音楽ユニットでボーカルを務めている。ユニットはそれなりに人気もあり、路上でライブを行っているほか、度々対バン形式のライブに参加したりしている。
辰巳司野（たつみ しの）
初登場は『琴歌奇談』。『妖魔なオレ様と下僕な僕』の主要人物。神奈川県の住宅街で老夫婦から骨董屋「忘暁堂」を預かる。やや尊大な喋り方をする美青年の姿をしているが、千年以上を人の世界で生きる妖魔。かつては鳥辺野を統べていたが、辰巳辰冬（たつみ ときふゆ）なる陰陽師と戦って敗れ、彼の式神となったらしい。その際、彼を「殺してしまえ」という周囲の声を無視した辰冬が孤立したところを元佑に助けられたことで司野も生き延びたが、その借りを返せないまま元佑が没し、主も亡くなった。しかし、司野は式神として人を模した姿に封じられたままで壷に封じられ、さらに千年を過ごした。姓の「辰巳」は人間にまぎれて生きるための戸籍を作る際に主のものを借りた。また、主から教わっていたこともあり、竜笛を吹ける。
「組織」に所属する術者ではないが、早川とは縁があり、気紛れに憑き物落としの依頼を受けることがある。しかし、後述する同居人の正路を「組織」の仕事に深く関わらせるつもりはないらしい。また、主の友人であった中原元佑とは面識があり、敏生の名を聞いて、「未来に行った」という元佑の話が事実であったことを知った。天本らと元佑を繋ぐ存在として、「元佑に返せなかった借りを天本らに肩代わりさせて返す」という自己満足と、天本の周囲の人間を巻き込んで事を運ぶトマスと天本の確執に「巻き込まれた者」として協力する姿勢を見せている。
初登場以降、極たまに正路を連れて天本家を訪れては夕食を一緒に食べたりしている。
足立正路（あだち まさみち）
初登場は『尋牛奇談』。『妖魔なオレ様と下僕な僕』の主人公。秋田出身の浪人生。ある事情から司野の下僕となり、司野のマンションに同居する、おっとりした性格の青年。司野曰く「霊力はそこそこ強いが、その出し方を知らない」。予備校に通っているが、暇な時は忘暁堂の店番もしている。
『尋牛奇談』にて、憑き物落としをする司野の憑坐（よりまし）として敏生が忘暁堂へ連れてこられた際に意気投合、以降は度々一緒に出かけるようになった。
実家は畑を持っていて、『オルゴール・レクイエム』には未登場だが、携帯サイトで配信された後日談では『オルゴール・レクイエム』の時は法事で里帰りしていたという。また、帰ってくる前に、実家で獲れた野菜を天本家へ送っている。

## 作中用語
組織（そしき）
森や河合、敏生などが所属する、霊障を祓うことを専門とする影の組織。詳細を知られては困るため正式名称は不明だが、全国規模の組織である。同じような組織は数多く存在し、中国にある同様の組織の一部とは協力関係にある。
エージェントである早川も含めて、所属者は表向き一般人として社会生活を送っている。そのため、ごく少数の例外を除き、彼らの裏家業を知る者はいない。各種依頼は基本的に紹介人を経由して組織に届けられるが、例外的に直接エージェントに届けられることもある。エージェントは専属契約した担当の術者を何人か抱えており、全国規模のエージェントの会議である「講」で分配された依頼を、予想される難易度やその他の事情を踏まえて的確に術者に回す。その他、現地への交通手段や宿泊先の手配、術者が依頼の遂行に必要と判断し連絡したさまざまな情報の収集などのサポートを担う。
所属する術者は「表」と「裏」に大別され、依頼はまず表の術者に割り振られるが、彼らが失敗した時は裏の術者に回される。ただし、隠密に事を運ばなければならない時は最初から裏の術者に割り振られることもある。そのため、表の術者は難易度が低めの仕事が多い。
術者の育成には徒弟制度に似た制度を採用しており、エージェントからスカウトを受け、所属が認められた新人は、先輩術者の助手兼弟子として依頼に携わりながら技能を磨き、経験を積む。大抵は表の術者に昇格するが、その後、裏の術者に転向することもありうる。
術者が任務遂行に際して重大なミスを犯した場合や、エージェントがあってはならないミスを犯した場合、一定期間拘束され、証人を呼んで幹部による査問会が行われ、各種処分が検討される。
半精霊（はんせいれい）
人と精霊のハーフの総称。その存在は禁忌とされる。
半分だけ人間であるが故に純粋な精霊ほどの霊力は持たず、精霊の血のせいで普通の人間より肉体的にも精神的にも成長速度が遅く、寿命も長い。また、敏生の場合は普通の人間と比べると薬物が効きやすく、体自体も脆弱。
押屋女子学園（おうやじょしがくえん）
『泣赤子奇談』『忘恋奇談』に登場した中高一貫の女子校。主に富裕層の家庭の少女を受け入れており、モットーは「清・正・賢・明」。高等部はクラス替えがない。また、授業開始時の挨拶は少々特殊。『泣赤子奇談』のあとがきによると、モデルは作者の母校である。
『泣赤子奇談』『忘恋奇談』ともに、あるクラスの生徒にまつわる怪奇現象を解決するため、天本が派遣された。

## シリーズ一覧
- 人買奇談
- 泣赤子奇談（なきあかごきだん）
- 八咫烏奇談（やたがらすきだん）
- 倫敦奇談（ロンドンきだん）
- 幻月奇談（げんげつきだん）
- 龍泉奇談（りゅうせんきだん）
- 土蜘蛛奇談（つちぐもきだん）上下
- 景清奇談（かげきよきだん）
- 忘恋奇談（ぼうれんきだん）
- 遠日奇談（えんじつきだん）※短編集
- 蔦蔓奇談（つたかずらきだん）
- 童子切奇談（どうじきりきだん）
- 雨衣奇談（あまごろもきだん）
- 幽幻少女奇談（ゆうげんしょうじょきだん）※CDブック
- 嶋子奇談（しまこきだん）
- 獏夢奇談（ばくゆめきだん）
- 犬神奇談（いぬがみきだん）
- 楽園奇談（らくえんきだん）
- 琴歌奇談（ことうたきだん）
- 生誕祭奇談（せいたんさいきだん）※CDブック
- 海月奇談（かいげつきだん）上下
- 抜頭奇談（ばとうきだん）
- 尋牛奇談（じんぎゅうきだん）
- 傀儡奇談（くぐつきだん）
- 白拍子奇談（しらびょうしきだん）※CDブック
- 鳴釜奇談（なりがまきだん）
- 堕天使奇談（だてんしきだん）
- 現人奇談（うつせみきだん）
- 焔炎奇談（えんえんきだん）
- 宵霞奇談（よいがすみきだん）

## 他作との関連
- 『鬼籍通覧』シリーズ3巻目から、主人公・伊月崇の行政解剖の教師役として龍村が登場する。
- 『妖魔なオレ様と下僕な僕』の主人公カップル・足立正路と辰巳司野が、『琴歌奇談』以降、CDブック『白拍子奇談』を含め、度々登場する。司野に至っては、朗読イベントにも登場。声は『妖魔なオレ様〜』ドラマCD版と同じで、司野は緑川光、正路は宮田幸季。
- CDブック『生誕祭奇談』には、龍村つながりで「鬼籍通覧」から伊月崇（声：三木眞一郎）、伏野ミチル（声：著者）、住岡峯子（声：半場友恵）が出演している。